# Nové Sedliště (zámek)
Nové Sedliště je pozdně barokní zámek ve stejnojmenné vesnici u Starého Sedliště v okrese Tachov. Založen byl koncem osmnáctého století podnikatelem Františkem Kollerem. Zámecký areál je chráněný jako kulturní památka ČR.

## Historie
Původním panským sídlem v Novém Sedlišti byla stará tvrz, která zanikla na počátku třicetileté války. Roku 1787 prodala Josefina Schirndingerová ze Schirndingu novosedlišťský statek sklářskému podnikateli Františku Kollerovi, kterému patřila sklárna v zaniklé osadě Střeble u Rozvadova. Nový majitel si v sousedství zaniklé tvrze nechal roku 1792 postavit zámek, na kterém žil do roku 1796. Po něm se na zámku vystřídala řada majitelů. Ve druhé polovině dvacátého století zámeckou budovu využíval Státní statek Tachov.Zámek je v soukromém vlastnictví.

## Stavební podoba
Jednopatrový zámek má obdélný půdorys a mansardovou střechu. Střed vstupního průčelí zdůrazňuje štít s trojúhelným tympanonem a v obou severních nárožích stojí hranolovité věže. Fasády jsou členěné lizénovými rámy a obdélníkovými okny s lištovými šambránami s uchy. Některé místnosti v přízemí jsou zaklenuté plackovými klenbami. Součástí památkově chráněného areálu je také park se skleníkem a ohradní zdí.